# モショエショエ1世
モショエショエ1世（英語: Moshoeshoe I, 1786年 - 1870年3月11日）は、レソトの初代国王。

## 生涯
現在のレリベ県に位置するメンホアネンに、バクウェナ族の一支流であったバモコテリ族の小酋長であったモハチャネの長男として生まれる。幼少期から父が他の部族よりも強い力を得るのを手伝い、34歳で部族の酋長となった。モショエショエとその民はブタ＝ブテ山に移り住んだ。
ジョセフ・ジェラールらフランスのカトリック宣教師の助力を得て、オレンジ自由国から入植してきたボーア人からバストランドを守るためにイギリスと交渉を始めた。1843年、モショエショエはケープ植民地軍の将軍であったジョージ・トーマス・ネイピアと条約を結び、故郷のバストランドを保護領とすることに同意した。 1869年、新たに州の境界線を策定し、バストランドをイギリスの植民地とした。